# Józef Żółkowski
Józef Żółtowski (ur. 14 marca 1863 w Gogolińskim Młynie na Pomorzu, zm. 21 stycznia 1929 w Królewskiej Hucie) – lekarz, działacz społeczny na Górnym Śląsku.

## Życiorys
Medycynę studiował m.in. w Berlinie, Rostocku, Lipsku oraz Würzburgu, a dyplom lekarski otrzymał w 1894. Na przełomie XIX i XX wieku zamieszkał w Mikołowie, gdzie prowadził praktykę lekarską. Zaangażował się w działalność społeczną. W 1921 był jednym z organizatorów Urzędu Rent Wojskowych w Królewskiej Hucie (w latach 1921–1926 był naczelnym lekarzem tego urzędu). W latach 1926–1929 był lekarzem zaufania Kasy Brackiej w Królewskiej Hucie.